# Phyteuma michelii
Phyteuma michelii är en klockväxtart som beskrevs av Carlo Allioni. Phyteuma michelii ingår i släktet rapunkler, och familjen klockväxter. Inga underarter finns listade i Catalogue of Life.

## Bildgalleri

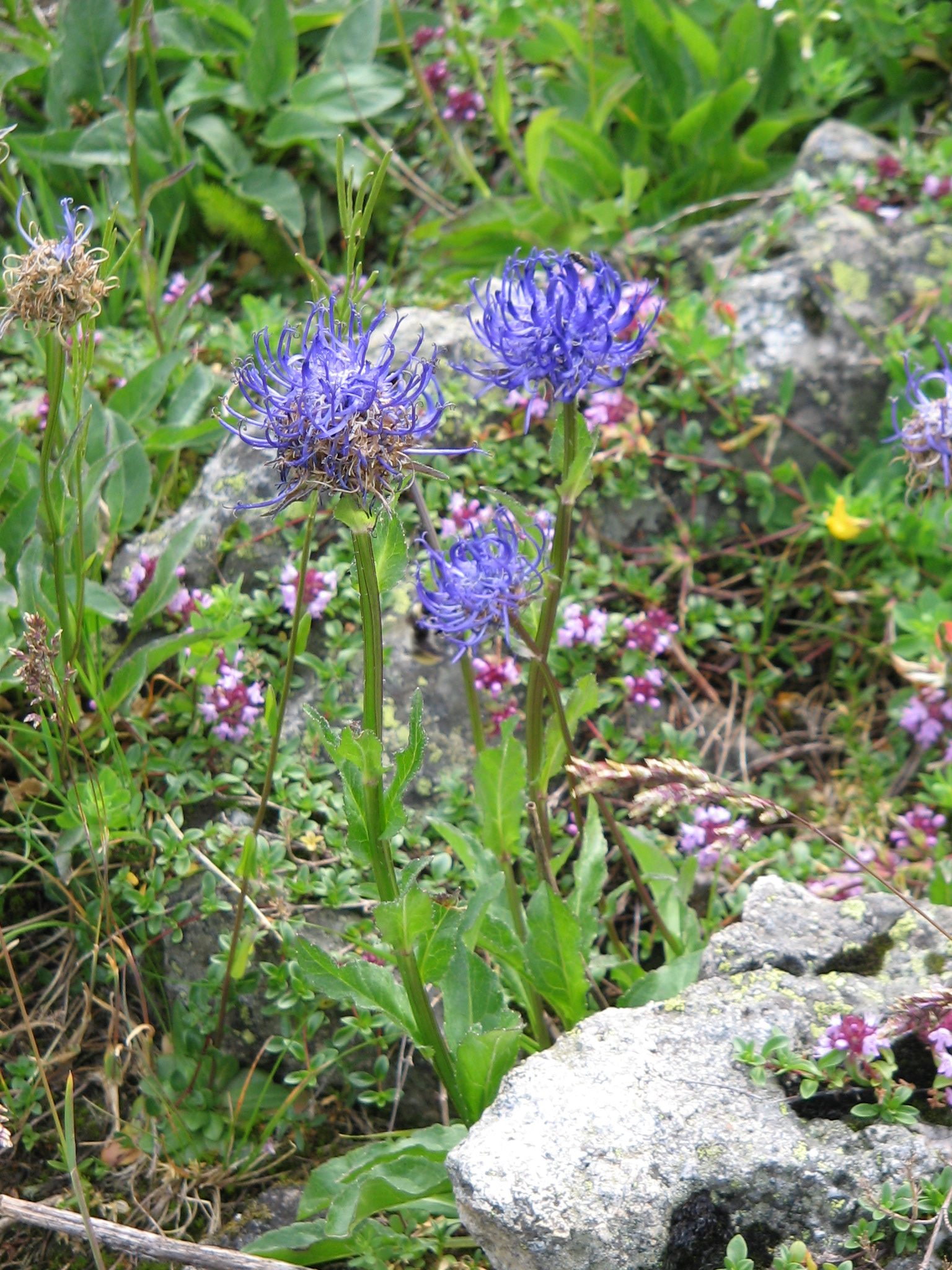